# Joule
Pour les articles homonymes, voir Joule (homonymie).
Le joule, de symbole J, est l'unité d'énergie du Système international (SI), une unité dérivée qui sert à quantifier l'énergie, le travail et la quantité de chaleur. Le joule étant une très petite quantité d'énergie par rapport à celles mises en jeu dans certains domaines, on utilise plutôt les kilojoules (kJ) ou les calories en nutrition et dans les tableaux de valeur nutritive, et le kilowatt-heure pour mesurer l'énergie électrique ou thermique.
L'unité de mesure doit son nom au physicien anglais James Prescott Joule qui a énoncé au XIXe siècle la relation existant entre le courant traversant une résistance et la chaleur dissipée par celle-ci, appelée depuis la loi de Joule.

## Définition
On définit cette Unité dérivée du Système international comme étant le travail d'une force motrice d'un newton dont le point d'application se déplace d'un mètre dans la direction de la force :
1 J = 1 N m = 1 kg m2 s−2
L'expression du joule en unités de base du Système international est donc le kilogramme mètre carré par seconde au carré. Il est facile de retrouver ce résultat à partir de la formule de l'énergie cinétique E = ½ m v2, E étant exprimé en joules (J), m en kilogrammes (kg) et v en mètres par seconde (m⋅s−1).
Bien que le joule soit homogène au newton mètre, cette dernière appellation est réservée au moment d'une force afin que l'unité rende compte de la façon dont cette grandeur est définie.

## Équivalences
Un kilojoule vaut 238,85 calories, et une calorie dite « IT » vaut 180⁄43 joule soit 4,186 8 joules,.
Un watt-heure vaut 3 600 joules et un kilowatt-heure vaut 3 600 kilojoules.

## Autres définitions usuelles
Le concept d'énergie étant utilisé dans de nombreux domaines scientifiques, un certain nombre de définitions pratiques du joule sont possibles. Par exemple, un joule est le travail fourni par un circuit électrique pour faire circuler un courant électrique d'un ampère à travers une résistance d'un ohm pendant une seconde :
1 J = 1 Ω A2 s = 1 W s = 1 kg m2 s−2
Un joule est aussi l'énergie fournie par une puissance de 1 watt pendant une seconde.

## Conversions
D'autres unités d'énergie sont exprimables en joules :
- la calorie : 1 calorie = 4,185 5 joules ;
- la thermie : 1 thermie = 4 185 500 joules. la thermie vaut 1 million de calories ;
- le kilowatt-heure : 1 kWh = 3 600 000 J. Le kilowatt-heure est l'énergie fournie par une puissance d'un kilowatt pendant une heure ;
- Le watt seconde : 1 Ws = 1 joule.
- Le kilogrammètre : 1 kilogrammètre = 9,806 65 joules

Un joule vaut exactement :
- 107 ergs ;
- 1 pascal-mètre cube.

Un joule est approximativement égal à :
- 6,241 506 363 09 × 1018 eV (électronvolts) ;
- 9,869 2 × 10−3 litre-atmosphère.

| 1 calorie | = 4,185 5 J              | 1 joule | = 0,238 9 calorie            |
| 1 thermie | = 4,185 5 MJ             | 1 joule | = 2,389 × 10−7 thermie       |
| 1 kWh     | = 3 600 000 J            | 1 joule | = 2,778 × 10−7 kWh           |
| 1 Ws      | = 1 J                    | 1 joule | = 1 Ws                       |
| 1 erg     | = 10−7 J                 | 1 joule | = 107 ergs                   |
| 1 Pa m3   | = 1 J                    | 1 joule | = 1 Pa m3                    |
| 1 eV      | = 1,602 177 33 × 10−19 J | 1 joule | = 6,241 506 363 09 × 1018 eV |

## Multiples et sous-multiples
On n'utilise en pratique que les multiples et sous-multiples de mille en mille (préfixes milli, micro, nano, etc. pour les sous-multiples, kilo, méga, giga, etc. pour les multiples).

### Sous-multiples
- millijoule : 1 mJ = 10−3 J
- microjoule : 1 µJ = 10−6 J
- nanojoule : 1 nJ = 10−9 J

### Multiples
- kilojoule : 1 kJ = 103 J
- mégajoule : 1 MJ = 106 J
- gigajoule : 1 GJ = 109 J
- térajoule : 1 TJ = 1012 J
- pétajoule : 1 PJ = 1015 J
- exajoule : 1 EJ = 1018 J

Le térajoule, le pétajoule et l'exajoule sont souvent utilisés dans les brochures relatives aux consommations énergétiques nationales ou mondiales :
- 1 TJ = 0,277 8 GWh
- 1 PJ = 0,277 8 TWh[6]
- 1 EJ = 0,277 8 PWh = 277,8 TWh = 0,947 PBtu (ou quadrillion Btu) = 23,884 Mtep

## Dans la vie courante
Dans la vie de tous les jours et approximativement :
- 1 joule :
  - l'énergie requise pour élever un objet de 100 grammes d'un mètre dans le champ de pesanteur terrestre ;
  - l'énergie nécessaire pour élever la température d'un gramme (un litre) d'air sec d'un degré Celsius.
- 4,18 joules :
  - l'énergie requise pour élever la température d'un gramme d'eau d'1 °C.
- 1 000 joules :
  - la quantité de chaleur dégagée en dix secondes par une personne au repos ;
  - l'énergie nécessaire à un enfant de 30 kg pour grimper 3,33 m
  - l'énergie consommée par une requête Google[7].
- 1 mégajoule (un million de joules) :
  - 16,7 minutes de chauffage par un radiateur de 1 000 W.